# Alsótold
Alsótold (hongrois : Alsótold [ˈɒlʃoːtold] ; hongrois : Dolný Told) est une localité hongroise située dans le comitat de Nógrád. Elle fait partie du Géoparc mondial Unesco de Novohrad–Nógrád.

## Site et localisation

### Topographie et hydrographie
Alsótold est située au cœur des collines du Cserhát, à 12 kilomètres à l'ouest de Pásztó, à l'intersection des routes 2122 et 2123.

## Histoire
Alsótold est mentionnée pour la première fois dans un document datant de 1265, qui est généralement considéré comme la date de fondation du village. Selon cet acte, la localité appartenait autrefois à la famille Toldi, un fait confirmé par un autre document datant de 1470. Selon la tradition populaire, le légendaire chevalier du XIVe siècle, Miklós Toldi, serait originaire de ce village.
Lors de la période ottomane, Alsótold fut détruite et abandonnée, mais elle fut par la suite repeuplée.
En 1770, lors de la réforme domaniale (úrbéri rendezés), plusieurs propriétaires se partageaient les terres du village, dont László Marsovszky, Gáspár Gyürky, la veuve de Gábor Ettre, György Latzkó, András Párnitczky, Ferencz Marsovszky et la famille Ebeczky. En 1826, les principaux propriétaires étaient János Marsovszky et Ferenc Veres, puis en 1848, le domaine passa aux mains de József Veres, Pál Szontagh, Viktor Szontagh et József Szontagh.
Au début du XXe siècle, Alsótold faisait partie du district de Szirák dans le comitat de Nógrád. À cette époque, les principaux propriétaires fonciers étaient Dezső Mészáros, Géza Horváthy et Sándor Gonda. Le village comptait trois manoirs : celui de Dezső Mészáros, construit en 1730, celui de Géza Horváthy, datant de 1820, et celui de Sándor Gonda, bâti en 1815.
En 1910, la population d'Alsótold s'élevait à 300 habitants, dont 270 catholiques romains, 20 luthériens et 5 juifs.
Lors du recensement de 2001, 97 % des habitants se déclaraient Hongrois, 2 % Roms et 1 % Slovaques.

## Population

### Minorités culturelles et religieuses
Lors du recensement de 2011, 98,3 % des habitants d'Alsótold s'identifiaient comme Hongrois, tandis que 3 % se déclaraient Roumains et 1,3 % Slovaques (les identités multiples pouvant faire dépasser 100 %). Concernant l'appartenance religieuse, 72,6 % des habitants étaient catholiques romains, 1,3 % réformés, 6,5 % luthériens, tandis que 10,9 % se déclaraient sans confession et 7 % n'ont pas répondu.
En 2022, la proportion de Hongrois était de 94,5 %, tandis que 0,5 % des habitants s'identifiaient comme Ukrainiens, Slovaques et Roms respectivement. 1,8 % appartenaient à une autre nationalité étrangère, et 5,5 % n'ont pas souhaité répondre.
Sur le plan religieux, 47,9 % des habitants se déclaraient catholiques romains, 8,7 % réformés, 8,2 % luthériens, 0,5 % orthodoxes, tandis que 10,5 % étaient sans appartenance religieuse. 24,2 % des habitants n'ont pas répondu à cette question.

## Équipements

### Réseaux extra-urbains
La commune est desservie par plusieurs lignes de bus régulières, reliant Alsótold aux villages et villes environnants. Toutefois, elle ne possède pas de gare ferroviaire.